# Wilmer Cartagena
Wilmer Henry Cartagena Bernales (Bellavista, Callao; 9 de junio de 1975), es un cantautor de salsa e ingeniero de computación y sistemas peruano, que obtuvo la popularidad por haber conformado el dúo musical Hermanos Cartagena junto a su hermano mayor Antonio Cartagena entre los años 1994 y 2020.[cita requerida]

## Primeros años
Wilmer Henry Cartagena Bernales nació el 9 de junio de 1975 en Bellavista, distrito de la Provincia Constitucional del Callao.[cita requerida] Es el segundo y último de 2 hijos, y hermano de Antonio Cartagena, quién también se desempeña como cantante.
Vivió sus primeros años en el distrito de Villa María del Triunfo, donde cursó sus estudios primarios en el Colegio Nacional Orden Soberana de Malta y secundarios en el Colegio José María Arguedas.

## Trayectoria
Cartagena comenzó su carrera artística a la edad de 17 años en el año 1992, de la mano de la disquera local Virrey, cuando lanzó su primer sencillo bajo el nombre de «Amor sediento». Tras el éxito de su faceta musical, sus temas como «Si esto no es amor» y «Cómo voy hacer» fueron un furor en países como Colombia con su famosa frase: «Azótameee».
No fue hasta 1995 cuando firmó para la discográfica Discos Independientes para lanzar sus siguientes temas en colaboración con su hermano Antonio Cartagena, siendo «Amor como el tuyo», «Conmigo aprendió» y «Cosas del amor» las más destacadas. En simultáneo, formaron el dúo musical los Hermanos Cartagena y tiempo después, a finales de los años 1990 lanzó su nuevo disco: «Un chico de barrio» para Iempsa.
Sin embargo, anunció su retiro de la música a inicios de la década de los 2000 para estudiar la carrera de ingeniería de computación y sistemas en la Universidad de San Martín de Porres.
En 2006, lanzó la nueva versión de «Amor como el tuyo» y formó su propia disquera con el nombre de Wilmer Cartagena Entretaiment.[cita requerida]
Tras dedicarse a su trabajo como mánager y administrador de la orquesta de su hermano Antonio, en 2017 retomó su carrera musical para la elaboración de su primer álbum como solista «Infidelidad», comprendiendo el tema homónimo y la versión salsa de «Tocando fondo» del mexicano Kalimba, siendo éste primero donde obtuvo una gran aceptación, la cual se convirtió tiempo después en «el Disco del año». En 2019, lanzó su segundo álbum bajo el nombre de «Fantasía».
Cartagena lanzó su sencillo musical «Dile la verdad» en 2020 y estuvo en negociaciones con Sony Music Latin en Ecuador, anunciando el fin de su etapa de colaboraciones con su hermano Antonio y el inicio de su carrera como solista, de manera oficial con su banda musical Wilmer Cartagena & Orquesta. Con la disquera mencionada fue parte de la elaboración de sus siguientes temas: «La letra perfecta», «Aléjate de mi», «Escondidos», «Por tus mentiras» y el cover de «Cristina» del colombiano Sebastián Yatra donde en ambas fue intérprete.

## Discografía
- 1992: Amor sediento
- 1994: Amor como el tuyo
- 1995: Un chico de barrio
- 2006: Amor como el tuyo (Nueva versión)
- 2017: Infidelidad
- 2018: Tocando fondo (Versión salsa)
- 2019: Fantasía
- 2020: Dile la verdad
- 2020: Cristina (Versión salsa)
- 2021: Cuánto a que te olvido[9]